# IRTノストランド・アベニュー線
IRTノストランド・アベニュー線 (IRT Nostrand Avenue Line) は、ニューヨーク市・ブルックリン区のノストランド・アベニューの下を走っているニューヨーク市地下鉄Aディビジョンに属する地下鉄路線である。2系統の列車が常時運行しており、また5系統の列車も平日に運行されている。

## 歴史
1913年3月19日に契約されたデュアル・コントラクト（二重契約）は、ニューヨーク市における地下鉄網の建設・修繕・運用に関する契約である。この契約が「二重」とされるのは、ニューヨーク市と2社の民間企業（インターボロー・ラピッド・トランジットとブルックリン・ラピッド・トランジット）の間で結ばれ、契約で規定された建設工事の実現に向けて協力することになっていたからであった。デュアル・コントラクトでは、ブルックリンにおいて何本かの路線の建設を規定していた。契約3では、IRTがブルックリンのノストランド・アベニューに沿って地下鉄を建設することに同意していた。この路線はコニー・アイランドへ延長すると見込まれていた。ノストランド・アベニューに沿った地下鉄の建設は、周辺地域における不動産開発を促した。1917年9月には、路線の開業は1918年末と見込まれていた。ノストランド・アベニュー線は最終的に1920年8月23日の12時40分に開業した。

### 提案された延長計画
マリン・パーク（現在キングス・プラザとなっている場所）まで、ユーティカ・アベニューに建設するまったくの新線か、ノストランド・アベニューとフラットブッシュ・アベニューのデュアル・コントラクトの一環として建設されたばかりのIRTノストランド・アベニュー線を使って延長することが計画されていた。これとは別に、ノストランド・アベニュー線をさらにノストランド・アベニューに沿ってシープスヘッド・ベイまで伸ばす案もあった。
1919年1月に公共事業委員会は、ロングアイランド鉄道のマンハッタン・ビーチ支線を使ってノストランド・アベニュー線をコニーアイランドまで延長する決定をした。この延長は、コニーアイランドへの旅客は、ブルックリン・ラピッド・トランジットを利用した場合にかかる2倍の運賃を負担せずに行けるようになるということを意味した。これ以前は、フラットブッシュ・アベニューの南にヤードの建設が検討されていたが、この延伸線と一緒にヤードの建設もできることになった。マンハッタン・ビーチ支線は電化する必要があった。接続工事には25万ドルがかかると見積もられた。マンハッタン・ビーチ支線の敷地に貨物列車用の追加の2本の線路を建設する必要があった。この追加線路の費用を含めて合計95万ドルがかかるとされた。
ノストランド・アベニュー線は、1929年にIND第2路線網の一環としても延長が計画されていた。路線はキングス・ハイウェイまで地下で延伸し、そこからアベニューSまで高架線として延伸され、費用は740万ドルを見込んでいた。アベニューSより南では、ヴーリーズ・アベニューへ、構想されていたユーティカ・アベニュー線と共用の複々線の構造で延伸し、その費用は320万ドルを見込んでいた。
1939年には、アベニューTまでは地下鉄として、そこからは高架線としてシープスヘッド・ベイのヴーリーズ・アベニューまで、ノストランド・アベニュー線を延長する計画がされた。1946年には、ニューヨーク市交通委員会が地下鉄網を市域末端まで拡大する10億ドルの計画を発表し、その一環として再びノストランド・アベニュー線はヴーリーズ・アベニューまでの延長が計画された。
1951年9月13日、評価委員会は交通委員会の5億ドルの計画を承認した。その一環としてノストランド・アベニュー線は、シープスヘッド・ベイのヴーリーズ・アベニューまで延長されることになった。
1954年3月に、交通局はノストランド・アベニュー線をアベニューUまで5170万ドルかけて延長する案を含む、6億5800万ドルの建設計画を発表した。
ノストランド・アベニュー線は、新たに設置されたメトロポリタン・トランスポーテーション・オーソリティが1968年に発表したプログラム・フォー・アクションにおいて、再び南側への延長が計画された。当時急成長していたミル・ベースンやスプリング・クリークといった地区に数回に分けて延長することになっていた。IRTイースタン・パークウェイ線のロジャーズ・ジャンクションは、二層になっているイースタン・パークウェイ線の線路からノストランド・アベニュー線が平面で分岐していく構造であるため、ラッシュ時には深刻なボトルネックとなっていた。路線網の拡大に向けて、ロジャーズ・ジャンクションの容量を増やすために、立体交差が建設されることになっていた。当初の計画では、IRTノストランド・アベニュー線はフラットブッシュ・アベニュー-ブルックリン・カレッジ駅からフラットブッシュ・アベニューに沿って伸ばして、キングス・プラザにあるアベニューUに新しい現代的な終点駅を設けることになっていた。この延長工事には6000万ドルがかかると見込まれていた。他の案としては、アベニューHでトンネルを出てノストランド・アベニューに沿って伸ばして、シープスヘッド・ベイのアベニューWまたはヴーリーズ・アベニューに終点を設ける計画があった。この2番目の計画は、この路線の当初の建設計画の一環として提案されていたものであった。1969年6月3日に評価委員会が承認したルート29-C（ノストランド・アベニュー案）では、キングス・ハイウェイ、アベニューR、アベニューWの3か所の駅を新設し、アベニューWの南側に車両留置施設を建設することになっていた。どちらの延長計画であっても、フラットブッシュ・アベニューでの折り返しが必要でなくなるため、遅延が減少し運行効率が改善されるものとされていた。
1972年の夏には、IRTノストランド・アベニュー線のアベニューWへの延長計画の設計が行われていた。1974年11月には、MTAはノストランド・アベニュー線の延長は1993年までに開業すると計画していた。1975年から1976年にかけてニューヨーク市を襲った財政危機により、残されていた計画のほとんどの予算が付かず、そのまま立ち消えていくことになった。1970年代半ばから1980年代初めにかけて完成すると見込まれていた、プログラム・フォー・アクションの路線群は、どれもこの財政危機により縮小か中止されることになった。
1968年に、そして再度1989年に、MTAは現在の配線によって生じる運行上の制約を除去するために、折り返し施設を設けるための空間を確保するよう、フラットブッシュ・アベニュー駅を約1,000フィート（約300メートル）先まで延長する検討を行った。
2008年10月に、地域計画協会の「明日の交通」報告では、ブルックリンのAディビジョンの地下鉄の所要時間や信頼性を改善するために、ノストランド・アベニュー線を2駅伸ばしてキングス・ハイウェイまで延長するべきであるとした。
2016年8月、MTAはノストランド・アベニュー線をフラットブッシュ・アベニューに沿ってマリン・パークまで延長し、キングス・プラザまで列車を運転できるようにすることを検討していると報じられた。

## 運行系統と範囲
各系統とも、ノストランド・アベニュー線全線を走行し、各駅に停車する。
|               | 時間帯         | 時間帯   | 時間帯   |
| 平日20:45まで | 平日夜間・深夜 | 週末     |          |
| ------------- | -------------- | -------- | -------- |
|               | 運行           |          |          |
|               | 運行           | 運行なし | 運行なし |

### 経路解説
ノストランド・アベニュー線となる複線の線路がIRTイースタン・パークウェイ線の緩行線からロジャーズ・アベニュー付近にあるロジャーズ・ジャンクションにおいて分岐し、ノストランド・アベニューへ向けて南へ曲がる。ノストランド・アベニューの下をそのまま走り、南側にあるクラウンハイツ、プロスペクト・ルファーツ・ガーデンズ、フラットブッシュ、イースト・フラットブッシュそしてニューヨーク市立大学ブルックリン校といった地区を通る。路線の終点は、通常とは異なる終点構造になっているフラットブッシュ・アベニュー-ブルックリン・カレッジ駅である。この駅は、ニューヨーク市地下鉄網において物理的に終点となる駅では唯一、島式ホームではなく2面の相対式ホームになっており、シープスヘッド・ベイのヴーリーズ・アベニューへ向けて計画されていながら実現しなかったノストランド・アベニュー線の南への延長計画が可能なように2本の線路が敷かれている。2面のプラットホームは、南側の車止めの先でUの字を形成するようにつながっており、終点構造上の非効率性を幾分緩和している。この構造は非効率であり、後述するロジャーズ・ジャンクションの非効率性と相まって、ノストランド・アベニュー線の線路容量を制約している。このため、ラッシュ時の2系統と5系統の列車の中には、IRTニューロッツ線へ運行されるものがある。
IRTノストランド・アベニュー線のトンネルは、フラットブッシュ・アベニューとノストランド・アベニューの地点にある車止めを越えて先につながっている。トンネルはアベニューH方面へ数百フィート伸びている。2006年ころまでは、接着された格子がノストランド・アベニューに続いているのを見ることができた。新しい建設が進むにつれて、この格子は撤去された。駅の南側の出口が建設されるまでは、プラットホームと連絡する一時的な木製の階段が使われており、トンネルを旅客が直接見ることができた。
路線の容量を制約しているもう一方の要素が、IRTイースタン・パークウェイ線からIRTノストランド・アベニュー線が分岐する、ロジャーズ・アベニュー・ジャンクションの構造である。分岐点はノストランド・アベニュー線が建設された時に合わせて建設されたが、単にイースタン・パークウェイ線の緩行線にノストランド・アベニュー線を接続したのみであった。フランクリン・アベニュー駅から分岐点まで西から東へ、北行の緩行線が下層へと下っていき南行の緩行線の下に入る。その後、その時点ではまだ上層にある北行の急行線が下層へと下っていき、南行の急行線の直下に入って、複線の二層構造となる。
分岐点では、上層にある分岐器で南行の5系統の急行が緩行線に転線でき、また下層にある対応する分岐器で5系統の列車が北行の緩行線から急行線に転線ができる。このすぐ東で、本線の線路がいくぶん北側に寄り、そして本線の緩行線がノストランド・アベニュー線の線路となって、南へ向きを変える。南行プラットホームの南端に、廃止された信号扱所がある。
この分岐点は、ラッシュ時には大きなボトルネックとなっており、この構造を変更するにはイースタン・パークウェイ線の線路の配線変更などを含めた大規模な工事が必要となる。1968年にプログラム・フォー・アクションの一環として、混雑緩和の目的でこの分岐点の改築が計画された。しかし、財政問題によりこの計画は採用されなかった。

## 駅一覧
| 凡例                | 凡例         |
| ------------------- | ------------ |
| Stops all times     | 終日停車     |
| Stops weekdays only | 平日のみ停車 |
| 時間帯詳細          |              |

| 所在地 （おおよその位置）            | バリアフリー・アクセス                                | 駅                                                        | 停車列車                                              | 開業日                                                | 乗換・備考                                            |                                                       |
| ------------------------------------ | ----------------------------------------------------- | --------------------------------------------------------- | ----------------------------------------------------- | ----------------------------------------------------- | ----------------------------------------------------- | ----------------------------------------------------- |
| クラウンハイツ                       | IRTイースタン・パークウェイ線の緩行線から分岐（2 5 ） | IRTイースタン・パークウェイ線の緩行線から分岐（2 5 ）     | IRTイースタン・パークウェイ線の緩行線から分岐（2 5 ） | IRTイースタン・パークウェイ線の緩行線から分岐（2 5 ） | IRTイースタン・パークウェイ線の緩行線から分岐（2 5 ） | IRTイースタン・パークウェイ線の緩行線から分岐（2 5 ） |
| クラウンハイツ                       |                                                       | プレジデント・ストリート-メドガー・エヴァース・カレッジ駅 | 2 5                                                   | 1920年8月23日                                         |                                                       |                                                       |
| プロスペクト・ルファーツ・ガーデンズ |                                                       | スターリング・ストリート駅                                | 2 5                                                   | 1920年8月23日                                         | B44セレクトバスサービス                               |                                                       |
| プロスペクト・ルファーツ・ガーデンズ |                                                       | ウィンスロップ・ストリート駅                              | 2 5                                                   | 1920年8月23日                                         | B44セレクトバスサービス                               |                                                       |
| イースト・フラットブッシュ           | バリアフリー・アクセス                                | チャーチ・アベニュー駅                                    | 2 5                                                   | 1920年8月23日                                         | B44セレクトバスサービス                               |                                                       |
| イースト・フラットブッシュ           |                                                       | ビバリー・ロード駅                                        | 2 5                                                   | 1920年8月23日                                         |                                                       |                                                       |
| イースト・フラットブッシュ           |                                                       | ニューカーク・アベニュー-リトル・ハイチ駅                 | 2 5                                                   | 1920年8月23日                                         | B44セレクトバスサービス                               |                                                       |
| イースト・フラットブッシュ           | バリアフリー・アクセス                                | フラットブッシュ・アベニュー-ブルックリン・カレッジ駅     | 2 5                                                   | 1920年8月23日                                         | B44セレクトバスサービス                               |                                                       |
| 将来の延長に向けた準備               |                                                       |                                                           |                                                       |                                                       |                                                       |                                                       |